# Museo de Historia Natural de la Universidad de Oslo

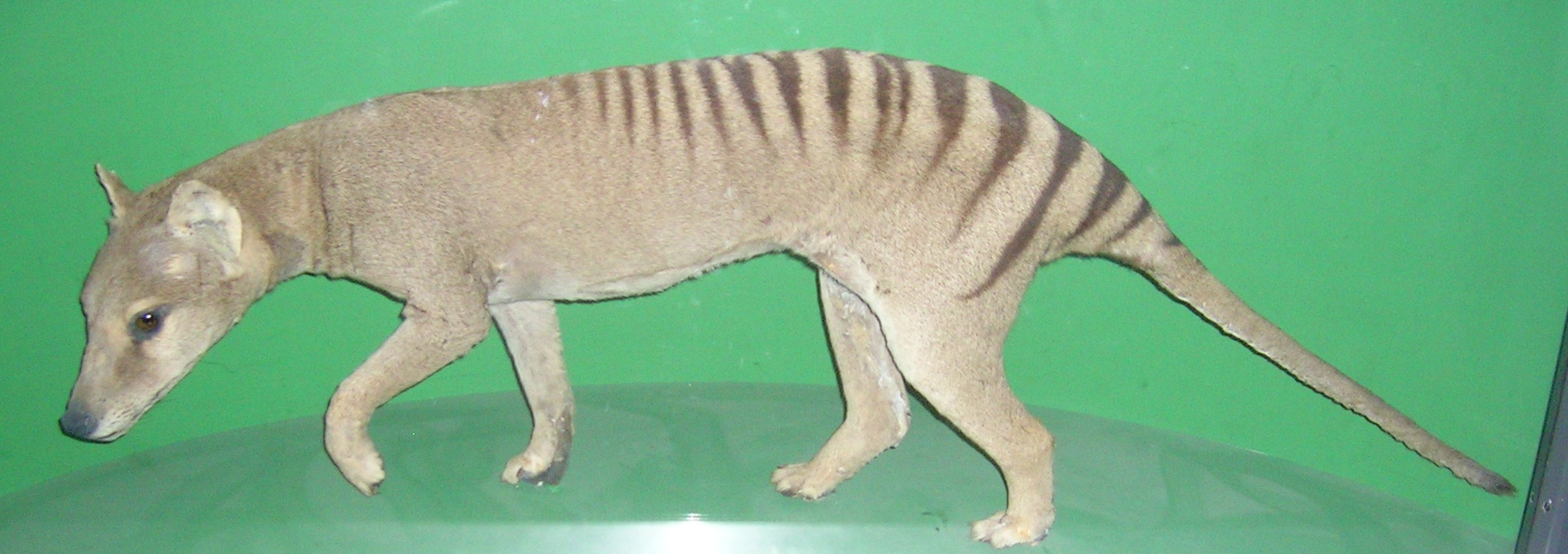
Representación de un lobo marsupial en el museo zoológico.

El Museo de Historia Natural de la Universidad de Oslo (en noruego: Naturhistorisk museum, Universitetet i Oslo; abreviado NHM) es el mayor y más antiguo museo de historia natural de Noruega, situado en la ciudad de Oslo.
Sus orígenes están vinculados con el Jardín Botánico de Tøyen, fundado cerca del área residencial de Tøyen en 1814. Varios museos de zoología, botánica y geología fueron añadidos a la zona en la que se ubicaba el jardín alrededor de un siglo más tarde, cuando el campus de la Universidad de Oslo, localizado en el centro de la ciudad, se quedó demasiado pequeño para poder albergarlos; una idea cuyos máximos proponentes fueron Waldemar Christopher Brøgger y Nordal Wille. Durante la mayor parte del siglo XX, los museos y el jardín botánico estuvieron organizados en cinco entidades diferentes; sin embargo, el 1 de agosto de 1999 estos quedaron fusionados en un único complejo museístico, cuyo nombre actual (Naturhistorisk museum, Universitetet i Oslo) data del año 2005.